# Tidsaxel över Sveriges historia
Detta är en tidsaxel över Sveriges historia. Det finns också en grafisk tidsaxel över Sveriges historia och en tidsaxel över Sveriges förhistoria samt en artikel om arkeologisk tidsindelning.

## Äldre medeltid(1050–1250)
- 1100-talet – Kristnandet av Sverige fullbordas
- 1164 – Uppsala blir ärkebiskopsdöme
- 1205 – Slaget vid Älgarås
- 1208 – Slaget vid Lena
- 1210 – Slaget vid Gestilren
- 1248 – Kyrkomötet i Skänninge

## Folkungatiden(1250–1389)
- 1280 – Alsnö stadga
- 1284 – Skänninge stadga
- 1323 – Nöteborgsfreden
- 1350 – Magnus Erikssons landslag och stadslag. Digerdöden ankommer till Sverige under våren.

## Unionstiden(1397–1521)
- 1397 – Kalmarunionen etableras formellt
- 1434–36 – Engelbrektsupproret
- 1436 – Engelbrekt Engelbrektsson mördas
- 1471 – Slaget vid Brunkeberg
- 1520 – Stockholms blodbad

## Äldre vasatiden(1521–1611)
- 1521–23 Svenska befrielsekriget (frigörelse från Kalmarunionen).
- 1523 – Gustav Vasa blir kung.[1]
- 1527 – Västerås recess och Västerås ordinantia — Kyrkoreduktionen inleds och Gustav Vasa bröt med romersk-katolska kyrkan och Sverige övergick till protestantismen.
- 1540–41 – Gustav Vasas bibel, den första fullständiga översättningen av Bibeln till svenska, utkommer
- 1544 – Sverige blir ett arvrike — Västerås arvförening
- 1593 – Uppsala möte
- 1600 – Linköpings blodbad skärtorsdagen 20 mars

## Stormaktstiden(1611–1718)

### Yngre vasatiden(1611–1654)
- 1611–13 – Kalmarkriget
- 1630 – Sverige ingriper i trettioåriga kriget
- 1632 – Gustav II Adolf stupar i slaget vid Lützen
- 1645 – Freden i Brömsebro, Jämtland, Härjedalen, Gotland och Ösel blir svenska
- 1648 – Westfaliska freden

### Karolinska tiden(1654–1718)
- 1658 – Freden i Roskilde, Skåne, Blekinge, Halland och Bohuslän blir svenska
- 1700–21 – Stora nordiska kriget
- 1700 – slaget vid Narva
- 1703 – Karl XII:s bibel utkommer
- 1704 – Anna Eriksdotter blir den sista som avrättas för häxeri
- 1709 – slaget vid Poltava
- 1710 – slaget vid Helsingborg
- 1718 – Karl XII stupar vid Fredriksten

## Frihetstiden(1718–1772)
- 1719 – Enväldet avskaffas
- 1743 – Dalupproret
- 1757–62 – Pommerska kriget
- 1766 – Tryckfrihetsförordningen införs
- 1772 – Statskupp av Gustav III

## Gustavianska tiden(1772–1809)
- 1792 – Gustav III mördas
- 1808–09 – Finska kriget, Sverige förlorar Finland till Ryssland. Samtidigt pågår Dansk-svenska kriget 1808-1809.

## Den konstitutionella ståndsförfattningens tid(1809–1866)
- 1814 – Unionen med Norge ingås.
- 1842 – Folkskolan lagstadgas i Sverige.
- 1846 – Skråväsendet avskaffas
- 1865–66 – representationsreformen, ståndsriksdagen ersätts med en tvåkammarriksdag

## Yngre 1800-tal(1866–1905)
- 1867 – Missväxtåren 1867-1869, Sveriges sista stora hungersnöd
- 1876 – Statsministerämbetet inrättas
- 1879 – Sundsvallsstrejken
- 1887 – Tullstriden
- 1888 – Stadsbränder i Umeå och Sundsvall på grund av torka.
- 1901 – Nobelpriset delas ut för första gången.
- 1905 – Unionen med Norge upplöses

## Början av 1900-talet(1905–1914)
- 1907 – Riksdagsbeslut tas om allmän rösträtt för män.
- 1909 – Storstrejken. Allmän rösträtt för män träder i kraft.
- 1914 – Bondetåget och borggårdskrisen

## Sverige under första världskriget(1914–1918)
- 1917 – 1917 års Kyrkobibel utkommer

## Mellankrigstiden(1918–1939)
- 1919 – Lag om åttatimmars arbetsdag införs. Riksdagsbeslut tas om rösträtt för kvinnor.
- 1921 – Kvinnlig rösträtt träder i kraft
- 1922 – Folkomröstning om rusdrycksförbud vilket vinns av förbudsmotståndarna. Vasaloppet, till minne av Gustav Vasas flykt mot Norge 1521, har premiär.
- 1931 – Ådalshändelserna
- 1938 – Saltsjöbadsavtalet

## Sverige under andra världskriget(1939–1945)
- 1939 – Samlingsregering bildas av Socialdemokraterna, Högerpartiet, Bondeförbundet och Folkpartiet
- 1941 – Midsommarkrisen

## Rekordåren(1945–1967)
- 1955 – Folkomröstningen om högertrafik
- 1957 – Folkomröstningen i pensionsfrågan
- 1958 - Sverige vinner silvermedalj i fotbolls-VM på hemmaplan.
- 1959 – Beslut om allmän tilläggspension, ATP

## Andra halvan av kalla kriget(1968–1991)
- 1968 – Den politiska vänsteraktivismen ökar (se 68-vänstern)
- 1973 – Carl XVI Gustaf blir kung
- 1974 – Beslut om ny regeringsform, med enkammarriksdag. Abba vinner Eurovision Song Contest med låten Waterloo. Myndighetsåldern sänks från 20 till 18 år.
- 1976 – Första borgerliga regeringen på 44 år tillträder. Carl XVI Gustaf gifter sig med Silvia Sommerlath. Sveriges riksdag antar den svenska medbestämmandelagen (MBL).
- 1978 – Första borgerliga regeringen på 44 år avgår
- 1979 – Kvinnlig arvsrätt till kronan införs
- 1980 – Folkomröstningen om kärnkraften
- 1982 – Socialdemokraterna återkommer till regeringsmakten
- 1985 – Bengt Dennis, riksbankschef, avskaffar de kreditmarknadsregleringar som tidigare begränsat bankernas utlåning.
- 1986 – Statsminister Olof Palme mördas varefter en omfattande brottsutredning inleds.

## Nutiden(från1991)
- 1990 – En svensk finanskris inleds som kommer att vara i omkring fyra år.
- 1994 – Folkomröstning om inträde i Europeiska unionen där förespråkarna vinner. 501 svenskar omkommer i Estoniakatastrofen. Sverige vinner bronsmedalj i fotbolls-VM.
- 1995 – Sverige blir medlem av Europeiska unionen.
- 2000 – Svenska kyrkan blir i vissa avseenden fri från staten (får bl.a. rätt att utse sina egna biskopar). Öresundsförbindelsen invigs.
- 2003 – Utrikesminister Anna Lindh mördas.
- 2003 – Sverige säger i en folkomröstning nej till medlemskap i den Ekonomiska och monetära unionen (EMU).
- 2004 – 543 svenskar omkommer i Jordbävningen i Indiska oceanen. EU-kritiska Junilistan får oväntat stort stöd i Europaparlamentsvalet.
- 2006 – Fredrik Reinfeldt (m) tar över som statsminister efter 12 år av socialdemokratiskt styre. Vinter-OS blir en framgång med bland annat sju guld. Och den största kullen barn föds i Sverige.
- 2008 – FRA-lagen, IPRED-lagen och fildelning är heta frågor som gör Piratpartiet populärt, främst bland yngre.
- 2009 – Sverige är under hösten ordförandeland i Europeiska unionen.
- 2010 – Riksdagen beslutar att avskaffa den allmänna värnplikten.
- 2014 – Umeå blir kulturhuvudstad i Europa. Riksdagsvalet leder till regeringsskifte.
- 2017 – Riksdagen beslutar att återinföra den allmänna värnplikten.
- 2021 – Magdalena Andersson blir Sveriges första kvinnliga statsminister.